# 高桂枝
高桂枝（？—？），字树秋，号畸庵，邓川州（今洱源县邓川镇）人，明末诗人。他目睹明末的政治黑暗，即隐居，筑室于掐源山下，名曰“畸庵”，啸咏自适。著有《畸庵草》一卷（已失传）。现存的诗，有《畸庵咏怀》、《游云龙山石宝香泉》、  《土军行》、  《夏日漫兴》、  《卫军行》、  《雨夜闻防河》、  、  《慈善庙》、  《中秋月夜泛湖二首》、  《德源晚步》、  《蒲陀瞪》、  《畸庵梅花》等十余首。这些诗，一类是反映当时人民疾苦的，一类是抒杯之作，再一类是怀古之作。
其中《士军行》揭露和谴责了土军的横行霸道的诗中说，明朝统治者组织的土军“星罗棋布环山乡”。土军们“或时穿椭为黔鼠，或时伏莽为贪狼”，到处挠杀抢掳，  “不见武寻安风助，攻城杀宫争鸣张？不见大姚铁索箐，劫掠横行鸣刀枪？德则为兵怨者寇，东西任意纷跳梁。”因此，作者愤怒非常，希望能“当车逞怒惩螳螂”。其他的诗歌对苛捐杂税、大兴土木也有所谴责。